# Stanislav Kostka Neumann
Stanislav Kostka Neumann (Praga, 5 giugno 1875 – Praga, 28 giugno 1947) è stato un poeta, giornalista e politico ceco.

## Biografia

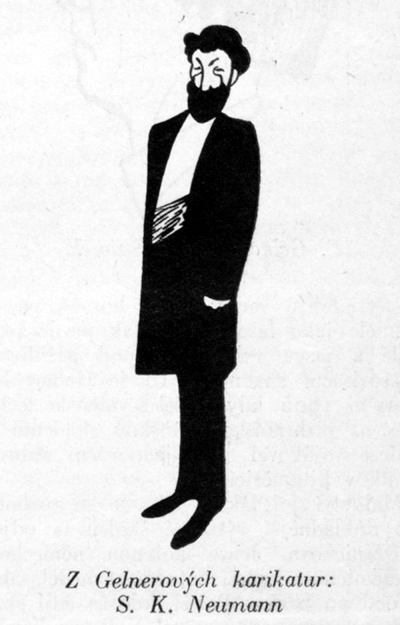
Stanislav Kostka Neumann prima del 1914

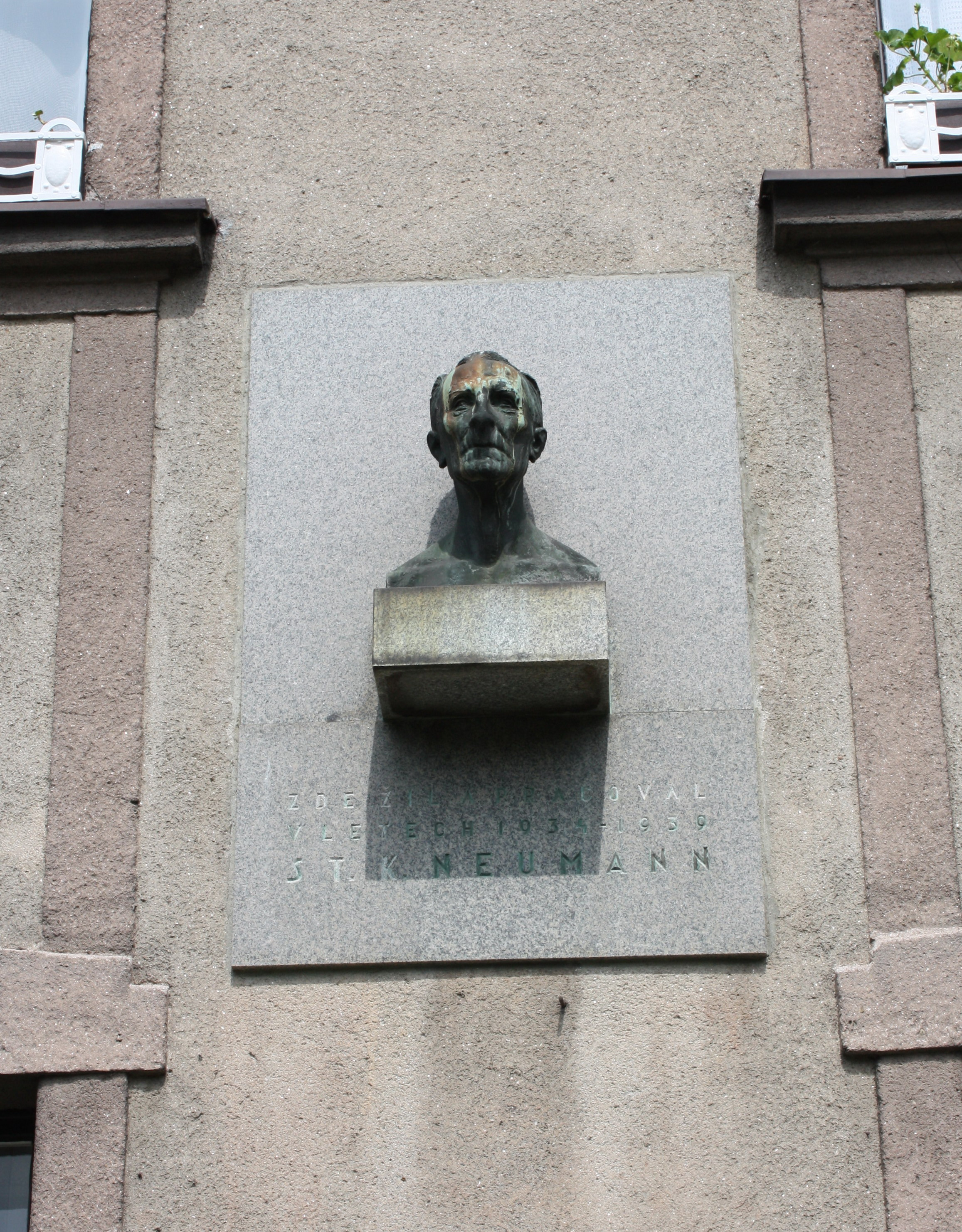
Busto dedicato a Neumann, Poděbrady

Stanislav Kostka Neumann nacque a Praga il 5 giugno 1875, in una famiglia benestante, figlio dell'avvocato e deputato imperiale Stanislav Neumann e di Karolina Eichlerová.
Non concluse i suoi studi alla scuola di grammatica e all'università commerciale.
Politicamente dapprima anarchico, poi comunista, negli anni dieci, aderì al gruppo espressionista e cubo-futurista capeggiato dai fratelli Josef Čapek e Karel Čapek.
Svolse numerose attività, come il giornalista, il critico letterario, l'autore di libri di ricordi, di feuilletons e l'uomo politico, ed esordì nella poesia con versi caratterizzati da una singolare durezza e aggressività, in cui espresse il suo individualismo antisociale e antireligioso, che considerava la sua persona come un punto di riferimento assoluto (Apostrofi altere e appassionate, 1896; Sono l'apostolo di un nuovo vivere, 1896; La gloria di Satana in mezzo a noi, 1897; Sogno della schiera dei disperati, 1903), e solamente nell'ultima raccolta manifestò un po' di comprensione per l'umanità, dichiarando comunque di voler eliminare tutti i pregiudizi e le convenzioni sociali, attaccando sia i sentimenti sia i valori e i principi, dall'amore alla passione artistica.
In seguito, si allontanò dall'intransigenza negatrice e scoprì gli aspetti positivi della esistenza, scrisse le sue liriche più significative (Libro dei boschi, delle acque e dei pendii, 1914; Le dee, le sante, le donne, 1915; Nuovi canti, 1918), che elogiano, con toni delicati e commoventi, le bellezza della natura, lo splendore dell'amore, la grandezza della civiltà tecnologica.
Nel 1915 Neumann si arruolò nell'esercito e partecipò alle operazioni di guerra in Macedonia e Albania.
Negli anni incerti del primo dopoguerra sviluppò il suo stile e i suoi contenuti manifestando la sua appassionata adesione alle rivendicazioni operaie (Canti rossi, 1923).Contemporaneamente propose, come teoria, di produrre un'arte impegnata politicamente e progressista.
Successivamente approfondì una vasta tematica sociale e politica (Cuore e nubi, 1935; Vecchi operai 1936; Sonata della vita orizzontale, 1937), anche se qualche anno prima, nel 1933, una passione sentimentale lo ispirò a scrivere i toccanti versi di Amore; invece nel periodo della seconda guerra mondiale scrisse liriche (Anno senza fondo, 1945; Gli anni della peste, 1946) di argomento patriottico, ma anche influenzati dalla tragedia della guerra.
Nel 1945 lo Stato gli conferì il titolo di artista nazionale.

## Opere
- Apostrofi altere e appassionate (1896);
- Sono l'apostolo di un nuovo vivere (1896);
- La gloria di Satana in mezzo a noi (1897);
- Sogno della schiera dei disperati (1903);
- Libro dei boschi, delle acque e dei pendii (1914);
- Le dee, le sante, le donne (1915);
- Nuovi canti (1918);
- Canti rossi (1923);
- Cuore e nubi (1935);
- Vecchi operai 1936;
- Sonata della vita orizzontale (1937);
- Amore (1933);
- Anno senza fondo (1945);
- Gli anni della peste (1946).